# Rosthuvad chachalaca
Rosthuvad chachalaca (Ortalis erythroptera) är en hotat sydamerikansk fågel i familjen trädhöns.

## Utseende och läten
Rosthuvad chachalaca är en relativt liten (56-66 cm), brunaktig trädhöna. Den är rostbrun på huvud och hals med en röd dröglapp, medan resten av ovansidan är brun med rostfärgade handpennor och spetsar på de yttre stjärtpennorna. Mot buken blir den vitaktig. Small, brownish, arboreal cracid. Rufous head and neck, brown upperparts, rufous primaries and tips to outer rectrices, belly becoming whitish, red dewlap. Sången är en upprepad, skrovlig serie, i engelsk litteratur återgiven som "kwak-ar-ar", "cha-cha-kaw" eller gällare "kra-kra-ka". Varningslätet består av guanliknande trumpetande och gläfsande ljud.

## Utbredning och systematik
Rosthuvad chachalaca förekommer i västra Ecuador och nordvästligaste Peru. Den behandlas som monotypisk, det vill säga att den inte delas in i några underarter.

## Status och hot
Rosthuvad chachalaca har en liten världspopulation bestående av uppskattningsvis endast 1 500–7 000 vuxna individer. Den tros också minska i antal till följd av habitatförlust. Den är därför upptagen på internationella naturvårdsunionen IUCN:s röda lista över hotade arter, kategoriserad som sårbar (VU).